# Praieira
La Praieira fue una rebelión de carácter liberal y separatista que estalló en Pernambuco entre 1848 y 1850.

## Antecedentes
Tras las frecuentes revueltas durante el período de la Regencia todas estas habían sido vencidas asegurando el reinado de Pedro II. En cuanto al contexto internacional, esta rebelión formó parte de las muchas que se dieron en Europa a mediados del siglo XIX siguiendo ideologías socialistas y nacionalistas que buscaban, entre otras cosas, el fin del absolutismo, como la Revolución de 1848. A nivel nacional, la insurrección fue influenciada por las quejas de los liberales frente a la falta de autonomía de las provincias, que se caracterizaban por su rechazo a la monarquía, buscando mayor independencia política, la creación de una república y un reformismo socioeconómico radical.
Al haber profundos problemas sociales, económicos y políticos, como la existencia de una masa de pobres frente a la concentración de las riquezas y tierras en unas pocas manos, en especial de portugueses, estas demandas hicieron eco entre los más desposeídos.

## La rebelión
La causa inmediata de la Praieira fue por el despido inmediato por el emperador de Antônio Pinto Chichorro da Gama, Presidente de la Provincia entre 1845 y 1848, quien era representante de los liberales. Durante su gobierno Chicorro da Gama estuvo enfrentado a los gabirus, los aristócratas más poderosos mercantiles y latifundistas, ligados al Partido Conservador. 
La sustitución por el exregente, Araújo Lima, un ultraconservador, fue la chispa que inició la rebelión, unido al deterioro económico del comercio del azúcar.
Los rebeldes exigieron la creación de una Asamblea Constituyente para modificar la Constitución brasileña de 1824 con miras a una verdadera libertad de prensa, el fin del poder moderador o el cargo vitalicio de senador, el voto libre y universal y la nacionalización del comercio en manos de lusitanos.
En abril de 1848, los sectores radicales del Partido Liberal en Pernambuco se reunieron en torno al periódico Diário Novo, en Rua da Praia en Recife. Eran conocidos como praieiros y condenaron el despido de Chichorro da Gama, interpretando el hecho como una arbitrariedad imperial.
Finalmente la rebelión contra el nuevo gobierno provincial estalló en Olinda el 7 de noviembre de ese año bajo el mando del general José Ignacio Abreu y Lima, el capitán de artillería Pedro Ivo Veloso da Silveira, el diputado liberal Joaquim Nunes Machado y el militante del ala más radical del Partido Liberal Antônio Borges da Fonseca. El presidente provincial Herculano Ferreira Pena fue removido de su cargo y encarcelado. El movimiento se extendió rápidamente por toda la Zona da Mata (litoral) de Pernambuco. La primera batalla se libró en el pueblo de Maricota (actual Abreu e Lima). Pronto se reunió y armó un ejército de 5.000 praieiros.
El 1 de enero de 1849 los rebeldes lanzaron su programa de gobierno en el documento Manifesto ao Mundo, de contenido socialista utópico, supuestamente escrito por el periodista Borges da Fonseca. El texto defendía el voto universal, la libertad de prensa, derechos laborales, nacionalización del comercio al por menor, independencia de poderes fácticos, fin del poder moderador, una nueva organización federal, reformar el sistema judicial para garantizar los derechos individuales, el fin de la ley de interés estándar y fin del sistema de reclutamiento hasta entonces existente. Sin embargo, los insurrectos jamás abogaron por abolir la esclavitud.
Tras reunir el apoyo de la población urbana más pobre, pequeños agricultores, arrieros, vendedores ambulantes y libertos los praieiros marcharon sobre Recife en febrero con un ejército de 2.500 combatientes siendo rechazados.

## La represión
Pernambuco fue pacificado por su nuevo presidente, Manuel Vieira Tosta, auxiliado por el brigadier José Joaquín Coelho, nuevo Comandante de Armas provincial con un ejército de 4.000 hombres. Los rebeldes fueron vencidos en los combates de Água Preta (800 tropas gubernamentales contra 4.000 praieiros) y de Igaraçu. 
Los líderes insurrectos pertenecientes a sectores acomodados fueron encarcelados y procesados en noviembre de 1851 pero cuando los ánimos se calmaron recibieron una amnistía, pudiendo nuevamente tomar cargos públicos y la dirección de sus empresas. Para los rebeldes más desfavorecidos tuvieron que hacer trabajos forzados, algunos terminaron ejecutados y otros fueron amnistiados por la intervención de sus compañeros más ricos.

## Consecuencias
Con el fin de la Praieira a inicios de 1850 se inició un período de estabilidad política gracias al parlamentarismo, administrativa por el Comité del emperador y económica por el comercio del café que duró hasta fines del reinado de Pedro II.